# Cozia (okręg Caraș-Severin)
Cozia – wieś w Rumunii, w okręgu Caraș-Severin, w gminie Cornereva. W 2011 roku liczyła 137 mieszkańców. 